# Канареечник тростниковидный
Канаре́ечник тростникови́дный (лат. Phalaris arundinacea) — вид однодольных растений рода Канареечник (Phalaris) семейства Злаки (Poaceae). Впервые описан шведским систематиком Карлом Линнеем в 1753 году.
Другие названия растения — двукисточник тростниковидный, двукисточник тростниковый, житовник. Народные названия — двукисточник, шёлковая трава.

## Ботаническое описание

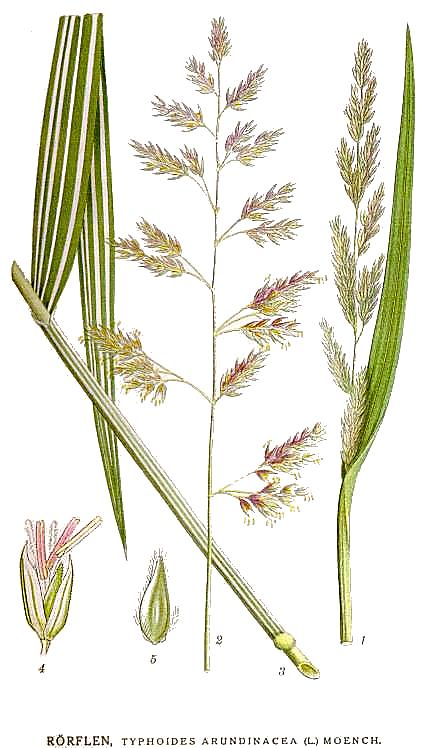

Травянистое многолетнее растение. Стебли прямые, округлые, гладкие, несколько вздутые в узлах, хорошо облиственные, высотой 180—200 см, на торфяниках до 250 см. Листья простые, ланцетной или линейной формы, с острой верхушкой и клиновидным либо усечённым основанием; нижняя часть листа шероховатая. Соцветие — колос либо метёлка. Цветки мелкие, бурого, зелёного, лилового цветов. Плод — зерновка, бурого или жёлтого цвета.
Светолюбивое, теневыносливое растение.

## Распространение
В природе произрастает в умеренной зоне Евразии и Северной Америке. В России встречается в европейской части, на Урале и в Западной Сибири.
Обитает во влажный местах — по берегам рек, прудов, озёр, на затапливаемых лугах, участках с низким залеганием грунтовых вод. Нередко образует сплошные заросли, чаще небольшие куртины. В травостоях повсеместно встречается с тростником обыкновенным (Phragmites communis), манником большим (Glyceria aquatica), осокой острой (Carex acuta).

## Экология
Размножается семенами и вегетативно побегами кущения, частями корневища. Семена сохраняют всхожесть 4—5 лет. В поле семена начинают прорастать при температуре 4—5 °С. В течение первого месяца всходы растут медленно. Растение озимого типа развития. Весной в 2 раза обгоняет рост тимофеевки, костра и овсяницы. Хорошо отзывается на внесение удобрений. Сравнительно устойчиво к болезням и вредителям. Вегетационный период длится 80—100 дней.
Хорошо произрастает на основных типах почв лесной и лесостепной зоны, включая увлажнённые легкие и окультуренные торфяные и перегнойно-глеевые. Не выносит засоление.

## Химический состав
| Фаза             | Часть растения | От абсолютного сухого вещества в % | От абсолютного сухого вещества в % | От абсолютного сухого вещества в % | От абсолютного сухого вещества в % |
| Фаза             | Часть растения | золы                               | протеина                           | клетчатка                          | БЭВ                                |
| ---------------- | -------------- | ---------------------------------- | ---------------------------------- | ---------------------------------- | ---------------------------------- |
| Перед колошением | Листья         | 10,8                               | 23,2                               | 23,2                               | 42,8                               |
| Перед колошением | Стебли         | 9,3                                | 9,3                                | 38,0                               | 42,5                               |
| Полное цветение  | Всё растение   | 7,1                                | 8,8                                | 38,0                               | 46,5                               |

Коэффициент переваримости у зелёной массы: протеина 72, жира 55, клетчатки 65, БЭВ 72 ; в силосе — соответственно 59, 43, 52, 60.

## Значение и применение
Ценное кормовое растение. По содержанию переваримого протеина в перерасчете на 1 кормовую единицу и каротину даёт биологический полноценный корм. Имеет сахарный минимум для обеспечения нормального процесса силосования и получения высокого качества силоса. По содержанию протеина в зелёной массе превосходит тимофеевку (Phleum), овсяницу (Festuca) и ежу сборную (Dactylis glomerata).
В молодом состоянии хорошо поедается европейским лосём (Alces alces Linnaeus), северным оленем (Rangifer tarandus Linnaeus), лошадьми, крупным рогатым скотом, позже грубеет и поедается плохо. Наибольшее значение имеет как сенокосное растение. Обладает исключительной способностью к отавности. В сене убранном до фазы цветения удовлетворительно поедается лошадьми и крупным рогатым скотом. В средних широтах может давать 2—3 укоса.
Улучшает плодородие и структуру почвы, помогает осушению. Применяется для закрепления почвы от вымывания на склонах, оврагах, железнодорожных насыпях.
Культивируется. Выращивается как кормовое и декоративное растение.
Существует несколько сортов растения, используемых в сельском хозяйстве.

## Таксономия
Phalaris arundinacea L., Sp. Pl.: 55 (1753)

### Синонимы
В синонимику вида входит большое число названий, среди которых:
- Typhoides arundinacea (L.) Moench, 1794
- Digraphis arundinacea (L.) Trin., 1820
- Phalaroides arundinacea (L.) Rauschert, 1969